# Айна Гассе
Айна Гапоненко, відома як Айна Гассе (12 липня 1975) — українська дизайнерка та художниця по костюмах, власниця бренду Aina Gasse.

## Біографія
Айна народилася 12 липня 1975 в селі Макіївка (Черкаська область). Незвичайне ім'я Айні придумала мати. Гассе — псевдонім, що утворюється зі складів її дошлюбного прізвища Гапоненко та прізвища колишнього чоловіка Володимира Семиноги. Айна закінчила Київський Національний Університет технологій та дизайну, факультет Художнього моделювання одягу. До 2020 року була головою приймальної комісії ВНЗ.
Вирішила стати дизайнеркою під час навчання в Київському Національному Університеті технологій та дизайну.

## Досягнення
Влітку 2000 року відкрила дизайн-студію — Айна Гассе, і цього ж року створила першу професійну колекцію pret-a-porter, представлену в рамках Сезонів моди.
Протягом 2000—2006 років представляє колекції на Тижнях моди.
Колекції та сукні від Айни Гассе неодноразово отримували високу оцінку провідних фахівців світової моди.[джерело?]
У 2005 році відкриває Модний дім Aina Gacce, клієнтами якого стають відомі люди в Україні — політики, бізнесвумен, зірки шоу-бізнесу.
У 2006 році проводить свій перший моно-показ колекції осінь-зима 2006—2007 під назвою Оазис.
У квітні 2008 року презентувала нову колекцію сезону зима-весна 2008—2009 в Мілані та викликала інтерес з боку критиків італійської моди.[джерело?]
20 вересня 2008 року вперше українська дизайнерка бере участь і представляє свою колекцію весна-літо 2009 в рамках Тижня Високої моди в Мілані та отримує дуже високу оцінку преси, фахівців і президента Camera della Moda Italiana, пана Маріо Бозеллі.[джерело?]
У січні та лютому того ж року торгова марка Айна Гассе представила свою промислову колекцію для баєрів осінь-весна 2009—2010 на PRET A PARTER PARIS в Парижі і MILANOVENDEMODA в Мілані.
У 2008 році стає єдиною з українських дизайнерів, зареєстрованих в Національній палаті моди Італії.
У 2009 році дизайнерка випускає нову лінію одягу FREE CHOICE.
У 2011 році стала лауреаткою Всеукраїнської премії «Жінка ІІІ тисячоліття».
У 2012 році представила нову колекцію вечірніх суконь сезону 2013—2014 на шоу «Вінок сонетів», підготовленому спільно з Київським драматичним театром на Подолі. Режисером заходу виступив Віталій Малахов, Народний артист України, художній керівник театру на Подолі, лауреат Національної премії України ім. Т. Г. Шевченка в галузі мистецтва.
Роком пізніше дизайнерка розробила костюми для акторів вистави «Лебедине озеро. Сутінки» Київського драматичного театру на Подолі.
На початку 2016 року бренд AINA GASSE проводить рестайлінг, готує запуск другої лінії GASSE та презентує нову колекцію на Українському тижні моди. У тому ж році Aina Gasse презентує колекцію весна-літо 2017 року за участі фіналісток телевізійного шоу «Супермодель по-українськи».
У квітні 2017 року відбувся показ нової колекції Aina Gasse FW 2017/18, і вже в липні того ж року нова колекція весна-літо 2018 представлена в Міланських бутиках.
Протягом 2017—2018 створювала костюми для нового українського фентезі «Тільки диво», зйомки якого пройшли взимку 2018 року в українських Карпатах у Буковелі. Для зйомки цього фільму дизайнер створила близько 500 костюмів, перетворивши акторів у казкових героїв у стилі казок Андерсена.